# مونیکا رمبو
مونیکا رمبو یک شخصیت خیالی ابرقهرمان است که در کتاب‌های کامیک آمریکایی منتشر شده توسط مارول کامیکس حضور پیدا می‌کند. این شخصیت توسط نویسنده راجر استرن و تصویرگر جان رومیتا، پسر ساخته شده و برای اولین بار در اسپایدرمن شگفت‌انگیز سالانه شماره ۱۶ (اکتبر ۱۹۸۲) معرفی شد. مونیکا به عنوان دومین کاپیتان مارول معرفی شد و پس از بمباران توسط انرژی خارج از ابعاد، تولید شده توسط سلاح اخلال گر انرژی، قدرت‌های خارق‌العاده‌ای کسب کرد. این شخصیت به انتقام‌جویان پیوست و سرانجام برای مدتی رهبر تیم شد. او همچنین یکی از اعضای نکست‌ویو و آخرین تیم نهایی‌ها بود. او همچنین به عناوین فوتون، پالسار و از ۲۰۱۳، اسپکتروم شناخته شده‌است.
آکیرا اکبر مونیکا رمبئوی جوان را در فیلم دنیای سینمایی مارول کاپیتان مارول (۲۰۱۹) به تصویر کشید. نسخه بزرگسال رمبئو، در مجموعه دیزنی+ وانداویژن (۲۰۲۱) بعنوان مامور سورد، توسط تیونا پریس به تصویر کشیده شد و قرار است این نسخه از شخصیت در فیلم مارولی ها نیز حضور یابد.

## در دیگر رسانه‌ها

### تلویزیون
- نسخه بزرگسال مونیکا رمبو در مجموعه وانداویژن دیزنی+ بعنوان مامور سورد با بازی تیونا پریس ظاهر شد.[۲] قسمت اول این مجموعه در ۱۵ ژانویه ۲۰۲۱ پخش شد.[۳]

### فیلم
- مونیکا رمبو در فیلم ۲۰۱۹ کاپیتان مارول با بازی آکیرا اکبر ظاهر شد. این نسخه از رمبئو کودکی را در دهه ۱۹۹۰ نشان می‌دهد که مادرش ماریا (که توسط لشانا لینچ به تصویر کشیده شده‌است) دوست و همکار خلبان کارول دنورز است. [۴]
- تیونا پریس قرار است بار دیگر نقش مونیکا رمبئو را در دنباله کاپیتان مارول که در ۲۰۲۲ منتشر خواهد شد، تکرار کند. [۵]